# Three state

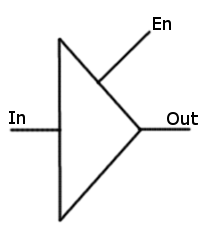
Simbolo del buffer tri-state (ANSI/ISO)

In elettronica digitale, una porta logica si dice three state, tri-state o 3-state quando la sua uscita può trovarsi in un terzo stato di alta impedenza, spesso indicato con il simbolo Z, oltre ai due livelli logici già presenti nella logica binaria. Un buffer tri-state risulta un componente logico.

## Il three state buffer
Uno dei principali dispositivi a tre stati è il buffer a tre stati (o buffer tri-state), che è possibile pilotare in modo che si comporti come un interruttore aperto nello stato di alta impedenza, e come un buffer altrimenti. Questa condizione di lavoro viene attuata tramite il condizionamento logico di un ingresso, detto enable, preposto allo scopo.

La sua tabella di verità è dunque la seguente:
| In | En | Out |
| -- | -- | --- |
| 0  | 0  | Z   |
| 1  | 0  | Z   |
| 0  | 1  | 0   |
| 1  | 1  | 1   |

Il buffer tri-state è un dispositivo usato nei circuiti digitali per permettere a più porte logiche di pilotare la stessa uscita, generalmente un bus.

È usata anche la dicitura tristate, che è un marchio registrato dalla National Semiconductor. Il three state non deve essere confuso con la logica ternaria.

Un buffer tri-state può essere pensato come interruttore. Se B è acceso, l'interruttore è chiuso; se B è spento, l'interruttore è aperto.

Quando un dispositivo pone in alta impedenza una porta, generalmente collegata ad un bus dati o di indirizzi, questa porta non impone alcun valore logico sul dispositivo ad essa collegato, ovvero risulta virtualmente scollegata dalla linea di comunicazione verso l'esterno. Una porta in alta impedenza, come dice il nome, offre una elevata resistenza al passaggio della corrente e quindi dei segnali elettrici.
La necessità di poter mettere il dispositivo in alta impedenza è dovuto al fatto che nei circuiti digitali complessi molti dispositivi con funzioni diverse tra loro coabitano sullo stesso bus, dunque quando serve attivare la funzione di uno è necessario scollegare gli altri, altrimenti andrebbero in conflitto tra loro.
Questa condizione può essere ottenuta facendo lavorare un transistor (ad esempio MOS o BJT) nella regione di interdizione (o cut-off).
È importante che tutte le linee che possono andare in alta impedenza siano munite di una resistenza di pull-up o di pull-down. Immaginiamo che sulla stessa linea coabitino tre dispositivi. Il primo deve ricevere uno stato logico determinato dal secondo o dal terzo dispositivo. Se sia il secondo che il terzo dispositivo si trovano in uno stato di alta impedenza, il primo dispositivo risulterà avere un'entrata volatile, e non ne potrà determinare uno stato logico univoco. La resistenza determinerà quindi il livello logico della linea in questo caso particolare.